# Azonax typhaon
Azonax typhaon is een vlinder uit de familie van de dikkopjes (Hesperiidae). De soort is voor het eerst wetenschappelijk beschreven als Myscelus typhaon door William Chapman Hewitson in een publicatie uit 1877.
De soort komt voor in Mexico, Nicaragua en Colombia. Het voorkomen in El Salvador is onzeker.